# Sistema
AFK Sistema et russisk konglomerat, som er engageret i en række brancher som telekommunikation, bank, fast ejendom, detail, medier, turisme, osv. Den har hovedsæde i Moskva og ledes af Vladimir Yevtushenkov, der kontroller 59,2 % (2020).
Omsætningen var i 2019 10,1 mia. US $ og der var omkring 70.000 ansatte.
I 1995 etablerede Evgeny Novitsky og Vladimir Yevtushenkov et holdingselskab, AFK Sistema.
Sistemas datterselskaber omfatter bl.a. Mobile TeleSystems, Moscow City Telephone Network, SkyLink, Sitronics, Sistema-Hals, Detsky Mir Group, Sistema Mass Media, Binnopharm, Intourist, RTI Systems og Kronstadt Group